# Zaagkuil

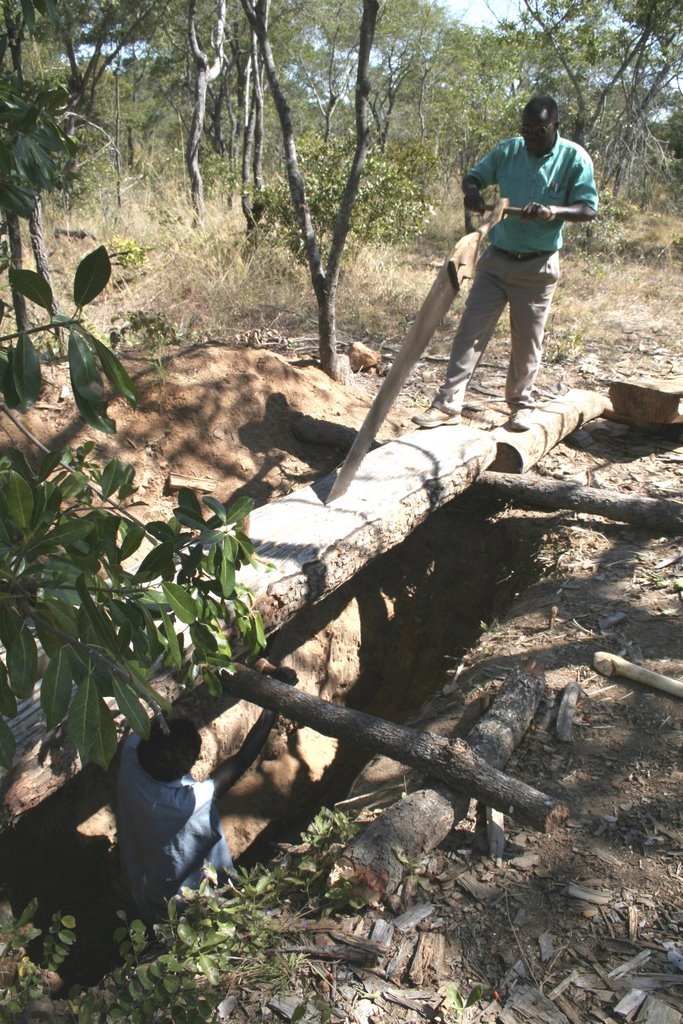
Zaagkuil in Zambia

Een zaagkuil is een kuil in de grond waarover een boomstam wordt gelegd die in planken gezaagd moet worden. Twee personen hanteren een lange zaag (een zogeheten kraanzaag): één staat boven en één onder. Samen zagen (schulpen) ze de boomstam in planken. Met name in het verleden werd op deze manier gewerkt.

## Een proces om zaagkuilen
In Orsmaal-Gussenhoven (8 km ten oosten van Tienen) staat heden nog een kasteel, bekend als Hof ten Steen. De kasteelheer was van 1681 tot 1683 in proces met de timmerlieden van Zoutleeuw. De kasteelheer beweerde dat de timmerlieden op zijn domein geen bomen mochten zagen zonder zijn toestemming. De timmerlieden meenden dat ze buiten zijn domein werkten. Op 14 maart 1682 legden de burgemeester en de deken van de timmerlieden van Zoutleeuw een plattegrond van de heerlijkheid Ten Steen voor, in hun proces tegen de aanlegger Ferdinand de Beeckman. Er waren 2 zaagkuilen: een oude op het domein van de kasteelheer, in 1682 genoemd die oude saeghcuijle, en een tweede buiten zijn domein, die saeghcuijle alwaer die calengie jn questie gebeurt is. Zoutleeuw kreeg gelijk.

## Trivia
- In Zuid-Afrika zijn er 4 grote boerderijen die Zaagkuil heten. In Bokrijk is een zaagkuil gereconstrueerd.